# جان بريغز
جان بريغز هي عالمة الإنسان كندية، ولدت في 28 مايو 1929 في واشنطن العاصمة في الولايات المتحدة، وتوفيت في 27 يوليو 2016.